# It Isn't, It Wasn't, It Ain't Never Gonna Be
«It Isn't, It Wasn't, It Ain't Never Gonna Be» (en español: «No se trata, No fue, No es que nunca va a ser») es un dueto grabado por la cantante de R&B Aretha Franklin y su ahijada, Whitney Houston. La versión original incluida en el álbum de Aretha, Through the Storm fue producido por Narada Michael Walden, mientras que su versión remezclada del género dance estuvo a cargo de Teddy Riley.
La canción obtuvo un éxito moderado, alcanzando la posición #41 en el Billboard y el #29 en el Reino Unido. La canción se convirtió en la primera publicación de Whitney Houston en casi cinco años en no entrar a los Top 10 del Hot 100 del Billboard, pero su próximo sencillo, "I'm Your Baby Tonight", devolvería a Whitney a la cima de los charts.

## Sencillos
7" sencillo – Arista (112 484)
1. «It Isn't, It Wasn't, It Ain't Never Gonna Be» – 4:49
2. Aretha Franklin - «Think» (1989) – 3:39

## Posicionamiento
| Lista (1989)                                      | Posición |
| ------------------------------------------------- | -------- |
| Canadá (RPM Top Singles)                          | 43       |
| Estados Unidos (Billboard Hot 100)                | 41       |
| Estados Unidos (Hot R&B/Hip-Hop Singles & Tracks) | 5        |
| Estados Unidos (Hot Dance Music/Club Play)        | 18       |
| Irlanda (IRMA)                                    | 14       |
| Países Bajos (Mega Single Top 100)                | 40       |
| Reino Unido (UK Singles Chart)                    | 29       |